# Neff (Familienname)
Neff ist ein deutscher Familienname.

## Namensträger
- Adam Neff (* 2001), US-amerikanischer Tennisspieler
- Alfred Neff (1906–1970), deutscher Fabrikant
- Alfred Paul Neff (Paul Alfred Neff; 1853–1934), deutscher Verwaltungsjurist, Bürgermeister von Sankt Johann (Saar)
- Barbara Neff (* 1966), Schweizer Architektin
- Bartholomäus Neff (1591–1665), Schweizer Landammann
- Benedict Neff (* 1983), Schweizer Journalist
- Carl Neff (1851–1911), deutscher Fabrikant
- Carl Timoleon von Neff (1804–1877), russischer Maler, Konservator und Kunstsammler
- Christian Neff (1863–1946), deutscher Theologe
- Christophe Neff (* 1964), deutscher Geograph
- Dorothea Neff (1903–1986), österreichische Schauspielerin
- Dorothée Neff (* 1988), deutsche Schauspielerin
- Eileen Neff (* 1945), US-amerikanische Fotografin
- Emil Neff (1926–2007), Schweizer Politiker
- Evelyne Marie France Neff (* 1941), deutsch-französische Altphilologin und Politikerin
- Félix Neff (1797–1829), Schweizer Evangelist
- Francine Irving Neff (1925–2010), US-amerikanische Beamtin
- Friedrich Neff (1821–1849), deutscher Revolutionär
- Fritz Neff (1873–1904), deutscher Komponist
- Garrett Neff (* 1984), US-amerikanisches Model
- Giacomo Neff (1905–1994), Schweizer Chirurg
- Henry H. Neff (* 1973), US-amerikanischer Autor
- Hildegarde Neff (1925–2002), deutsche Schauspielerin und Sängerin, siehe Hildegard Knef
- Jacob H. Neff (1830–1909), US-amerikanischer Politiker
- Jan Neff (1832–1905), tschechischer Händler und Mäzen
- Jay H. Neff (1854–1915), US-amerikanischer Politiker
- Johann Anton Neff (1853–1901), Schweizer Politiker
- Jolanda Neff (* 1993), Schweizer Radrennfahrerin
- Karl Neff (1882–1958), deutscher Politiker
- Lucas Neff (* 1985), US-amerikanischer Schauspieler
- Magdalena Neff (1881–1966), deutsche Apothekerin
- Margarete Neff (1892–1984), österreichische Schauspielerin
- Markus Neff (* 1963), österreichischer Koch
- Mirjam Neff (* 2001), Schweizer Unihockeyspielerin
- Ondřej Neff (* 1945), tschechischer Schriftsteller
- Pat Morris Neff (1871–1952), US-amerikanischer Politiker
- Paul Neff (Verleger) (1804–1855), deutscher Buchhändler und Verleger
- Paul Neff der Jüngere, deutscher Buchhändler und Verleger
- Paul Neff (Sozialwissenschaftler), deutscher Sozialwissenschaftler und Tourismusforscher
- Paul Neff (Ringer) (* 1938), deutscher Ringer
- Philipp Jacob Neff (1804–1868), badischer Oberamtmann
- Sibylle Neff (1929–2010), Schweizer Malerin und Dorforiginal
- Thomas Neff (Filmeditor) (1904–1974), US-amerikanischer Filmeditor
- Thomas Neff (Heilmasseur) (* 1955), österreichischer Anti-Atom- und Umwelt-Aktivist u. a. bei der Plattform gegen Atomgefahren Salzburg
- Thomas Lee Neff (1943–2024), US-amerikanischer Physiker
- Tom Neff (Thomas Linden Neff ; * 1953), US-amerikanischer Filmregisseur und -produzent
- Ulrich Neff († 1625), Schweizer Landammann
- Vladimír Neff (1909–1983), tschechischer Schriftsteller, Übersetzer und Drehbuchautor
- Wallace Neff (1895–1982), US-amerikanischer Architekt
- Walter Neff (1909–1960), deutscher Widerstandskämpfer und Funktionshäftling
- Wolfgang Neff (1875–1939), österreichischer Schauspieler, Theater- und Filmregisseur